# World Games 2025/Teilnehmer (Liechtenstein)
| Gelbes Symbol für Goldmedaillen mit stilisierten Olympischen Ringen | Graues Symbol für Silbermedaillen mit stilisierten Olympischen Ringen | Braundes Symbol für Bronzemedaillen mit stilisierten Olympischen Ringen |
| ------------------------------------------------------------------- | --------------------------------------------------------------------- | ----------------------------------------------------------------------- |
| —                                                                   | —                                                                     | —                                                                       |

Liechtenstein an den World Games 2025 mit einem Athleten teil.

## Teilnehmer nach Sportarten

### Luftsport
| Athleten        | Wettbewerb   | Qualifikation | Qualifikation | 1. Runde     | 1. Runde | Achtelfinale | Achtelfinale | Viertelfinale                  | Viertelfinale | Halbfinale                     | Halbfinale    | Finale                         | Finale | Rang |
| Athleten        | Wettbewerb   | Zeit          | Rang          | Zeit         | Rang     | Zeit         | Rang         | Gegner                         | Erg.          | Gegner                         | Erg.          | Gegner                         | Erg.   | Rang |
| --------------- | ------------ | ------------- | ------------- | ------------ | -------- | ------------ | ------------ | ------------------------------ | ------------- | ------------------------------ | ------------- | ------------------------------ | ------ | ---- |
| Offen           |              |               |               |              |          |              |              |                                |               |                                |               |                                |        |      |
| Marvin Schäpper | Dronenrennen | 26,865 s      | 3             | 1:35,887 min | 1        | 1:32,756 min | 1            | ausgeschieden                  | ausgeschieden | ausgeschieden                  | ausgeschieden | DNF                            | DNF    | 4    |
| Marvin Schäpper | Dronenrennen | 26,865 s      | 3             | 1:35,887 min | 1        | 1:32,756 min | 1            | Hoffnungsrunde 4: 1:35,523 min | 2             | Hoffnungsrunde 5: 1:25,898 min | 1             | Hoffnungsrunde 6: 1:22,336 min | 1      | 4    |